# 럭키 레이디 (1965년 영화)
럭키 레이디(Those Magnificent Men In Their Flying Machines, Or How I Flew From London To Paris In 25 Hours 11 Mi)는 영국에서 제작된 켄 아나킨 감독의 1965년 모험, 코미디 영화이다. 스튜어트 휘트먼 등이 주연으로 출연하였고 스탠 마르글리스 등이 제작에 참여하였다.

## 출연

### 주연
- 스튜어트 휘트먼
- 사라 마일즈

### 조연
- 제임스 폭스
- 알베르토 소르디
- 로버트 몰리
- 게르트 프뢰베
- 장 피에르 카셀
- 이리나 데믹

## 제작진
- 미술: 토머스 N. 모라핸